# ケイティン兄弟
ディーン・ケイティン（Dean Caten、1964年12月19日 - ）とダン・ケイティン（Dan Caten、1964年12月19日 - ）は、カナダのファッションデザイナー。一卵性双生児。国際的なファッションブランド・ディースクエアード (DSQUARED2) の創業者およびオーナーである。本名の名字はカテナッシ (Catenacci) といい、ケイティン (Caten) はその省略形である。
彼らがデザインした服は、50セント、ビル・カウリッツ、レニー・クラヴィッツ、カール・ラガーフェルド、ジャスティン・ティンバーレイク、リッキー・マーティン、リアーナ、クリスティーナ・アギレラ、ファーギー、マドンナを含む有名人によって着用されている。

## 略歴

### 生い立ちとキャリア
ディーンとダンのケイティン兄弟は、オンタリオ州トロントにて、イタリア系溶接工の父親とイングランド系の母親のあいだにディーン・カテナッシ (Dean Catenacci) 、ダン・カテナッシ (Dan Catenacci) として生まれ、ウィローデール地区で育った。ディーンとダンは9人兄弟の末子たちである。
1983年、高校を卒業した彼らはパーソンズ美術大学でファションを学ぶためにニューヨークに移るが、1学期在籍しただけでトロントに戻った。1986年、財政的後援者を得て、最初のシグネイチャー婦人服コレクション「DEanDAN」を立ち上げた。ポーツ・インターナショナル（現在のポーツ1961）は、より先端的で高級志向のブランドをめざして、1988年にクリエイティブ・ディレクターとしてケイティン兄弟と契約した。同じ時期にディーンとダンは、タビ・インターナショナルによる低価格帯のレジャーブランドのデザインも担当していた。
1991年、兄弟はイタリアのミラノに渡り、ジャンニ・ヴェルサーチのメゾンと、デニムブランドのディーゼルで働いた。ディーゼルの創業者レンツォ・ロッソは兄弟が自らの名前のブランドを立ち上げる際の資金援助を行った。彼らは1994年にメンズ・コレクションにデビューし、2003年にウィメンズ・コレクションとメンズ・アンダーウェア・コレクションを立ち上げた。

### デザイン、ファッションショー
兄弟は衣服デザインと手の込んだファッションショーによって知られている。彼らはメンズおよびウィメンズの衣服、メンズおよびウィメンズのフットウェア、フレグランス、コスメティックを製作する。2005年のランウェイ・ショーでは、クリスティーナ・アギレラが男性モデルの服を剥ぎ取って脱がせていった。2007年9月、ミラノにて開催されたディースクエアードのファッションショーでは、リアーナがアメリカのマッスルカーの中から現れて、ランウェイ・キャットウォークを行った。2010年1月、ミラノにて開催されたディースクエアードの2010年秋・冬メンズウェア・ショーでは、ビル・カウリッツが『ロッキー・ホラー・ショー』風のエレベーターケージに乗って天井から降りてきて、ランウェイ・ウォークを行った。ビル・カウリッツはこのショーの最初と最後に登場した。
ディースクエアードのデザインは、ブリトニー・スピアーズ、マドンナ、トキオ・ホテルのリードシンガーであるビル・カウリッツ、ジャスティン・ティンバーレイク、リッキー・マーティン、ニコラス・ケイジ、レニー・クラヴィッツによって着用された
。2000年-2001年、マドンナは「Drowned World Tour 2001」のために150着以上のデザインを彼らに依頼し、「ドント・テル・ミー」のミュージックビデオにも使用した。またブリトニー・スピアーズの2009年世界ツアー「The Circus Starring Britney Spears」、トキオ・ホテルのツアー「Welcome to Humanoid City」にもディースクエアードのデザインが登場した。
彼らはテレビ番組『America's Next Top Model』に出演したほか、ミュージックビデオではファーギーの「クラムジー」、ブラック・アイド・ピーズの「アイ・ガッタ・フィーリング」（2分43秒ごろ）に出演している。
2006年、兄弟はサッカークラブ・ユヴェントスの新しいオフィシャル・ユニフォームのデザイナーに選ばれた。2008年3月、ディーンとダンはサングラスをデザインするために、イタリアのサングラス・眼鏡メーカーのマルコリンと契約を結んだ。同コレクションは2009年に発売された。

### ディースクエアードの店舗
2007年6月、ディースクエアードの最初の旗艦店がミラノのファッション地区にオープンした。そのほかアテネ、カプリ、イスタンブール、キエフ、カンヌ、シンガポール、パリ、ニコシア、香港にも店舗がある。日本では当初フラッグショップはなく、１９９６年にアパレル会社PALグループが運営するLUI'Sや東京のリフトなどのセレクトショップが取り扱っていた。その後、日本での知名度向上に伴い三崎商事（本社：大阪）が輸入を開始。そして2008年にここのえ独占版売を開始する事となり現在に至る。

### 表彰
兄弟は2003年のGQメン・オブ・ジ・イヤー・ブレイクアウト・デザイン・アワードを受賞した。2006年に彼らはゴールデン・ニードル・アワードを受賞し、オスカル・デ・ラ・レンタ、ジャンニ・ヴェルサーチ、マノロ・ブラニク、ジャン・ポール・ゴルチェ、ジョン・ガリアーノ、トム・フォードといった歴代受賞者のリストに名を連ねた。
2009年6月16日、トロントのカナダ・ウォーク・オブ・フェイムで二人に星が贈呈されることが発表された。授賞式は2009年9月12日に実施された。

### ラジオ・テレビ
二人は「Dean and Dan on Air: Style in Stereo」という自身のラジオ番組でホストを務める。このショーはシリウスXMラジオの衛星ラジオ局BPMチャンネルで2009年5月5日に始まり、番組内容は、いろいろな音楽（ディースクエアードのランウェイ・ショーでセレクトされたサウンドトラックを含む）、セレブリティのインタビュー、ファッションと政治的な議論で構成される。
ケイティン兄弟は現在、2009年12月2日に放映を開始したブラボーのリアリティショー『Launch My Line』で共同ホストおよびジャッジを務めている。